# Elecciones municipales de San José de 2016
Las elecciones municipales de San José, Costa Rica de 2016 fueron los comicios mediante los cuales los ciudadanos del cantón de San José eligen al alcalde, vicealcaldes, síndicos, regidores y concejales de distrito del municipio capitalino. Por primera vez se unieron las elecciones de regidores (tradicionalmente electos al mismo tiempo que el presidente y los diputados) con las demás autoridades municipales tras una reforma al Código Municipal del 2009. Esta fue la cuarta ocasión en que los josefinos eligen al Alcalde de San José. Resultó vencedor el excandidato presidencial Johnny Araya Monge con más del 40% de los votos, seguido de Guido Granados del Partido Liberación Nacional con 16% y el exdiputado Jorge Eduardo Sánchez del Partido Unidad Social Cristiana con 10%.

## Candidatos
Araya, quien fue alcalde de San José desde el año 2002 (y Ejecutivo Municipal, la figura que era su equivalente y no era de elección popular, desde 1998) renunció a su cargo para ser candidato presidencial por el Partido Liberación Nacional en las elecciones nacionales de 2014, resultando derrotado. Al no poder aspirar a ser candidato a alcalde por su partido ya que el Tribunal de Ética lo suspendió por cuestionamientos sobre su conducta durante la campaña, Araya inscribió su candidatura mediante el partido cantonal Alianza por San José. 
En otros partidos la elección del candidato también fue polémica. La Asamblea Cantonal del gobernante Partido Acción Ciudadana seleccionó como candidato al regidor Daguer Alberto Hernández Vásquez, sin embargo, su candidatura no fue ratificada inicialmente por la Asamblea Nacional del partido oficialista. La nominación se ratificó en una segunda Asamblea Cantonal por lo cual el Partido Acción Ciudadana la refrendó finalmente. En el Partido Unidad Social Cristiana hubo dos precandidatos: el exdiputado Jorge Eduardo Sánchez Sibaja y Douglas Quesada Altamirano (quien previamente había sido candidato a alcalde por el Movimiento Libertario), no obstante Altamirano se postuló por el Partido Republicano Social Cristiano, escisión del PUSC fundada por el calderonismo disidente y que cuenta con el respaldo del expresidente Rafael Ángel Calderón Fournier.
En el Partido Liberación Nacional, Guido Granados, esposo de la alcaldesa josefina Sandra García, fue elegido candidato alcalde con 60 votos de 95 de la Asamblea Cantonal en una segunda votación tras obtener 48 votos en el primer conteo, insuficientes para quedar electo. Los restantes votos los obtuvo el exdiputado Óscar Alfaro. Los otros aspirantes el exviceministro Luis Álvarez y el vicealcalde Gonzalo Ramírez quedaron fuera de la segunda ronda.
El exdefensor de los Habitantes, exdiputado y dos veces candidato presidencial (en 2006 por el Partido Unión Nacional y en 2014 por el Partido Avance Nacional) José Manuel Echandi Meza se postuló por el Partido Integración Nacional.

## Financiamiento
Araya tramitó un préstamo bancario por 100 millones de colones para poder realizar su campaña. Liberación Nacional gestionó ¢2.000 millones en créditos bancarios y el Partido Acción Ciudadana unos ¢1.000 millones.

## Resultados
|  | 40.01 % |

|  | 15.95 % |

|  | 10.57 % |

|  | 6.02 % |

|  | 5.86 % |

|  | 5.68 % |

|  | 5.34 % |

|  | 3.43 % |

|  | 2.69 % |

|  | 1.73 % |

|  | 1.31 % |

|  | 0.87 % |

|  | 0.52 % |